# Silvia Stroescu

Silvia Alexandra Stroescu (née le 8 mai 1985) est une gymnaste roumaine.
Elle a notamment remporté des médailles d'or par équipe aux Championnats du monde de Gand en 2001 et aux Jeux olympiques d'Athènes en 2004. 

## Palmarès

### Jeux olympiques
- Athènes 2004
  -  médaille d'or au concours général par équipes

### Championnats du monde
- Gand 2001
  -  médaille d'or au concours général par équipes